# Call Me Up in Dreamland
«Call Me Up in Dreamland» es una canción del músico norirlandés Van Morrison publicada en el álbum de 1970 His Band and the Street Choir y como sencillo el mismo año, con "Street Choir" como cara B.
En junio de 1971, "Call Me Up in Dreamland" alcanzó el puesto 95 en la lista de sencillos de Billboard. Brian Hinton comentó sobre la canción: ""Call Me Up in Dreamland" trata sobre la vida en la carretera, con la radio como un verbo y un sonriente saxofón".

## Personal
- Van Morrison: voz, guitarra y saxofón
- Alan Hand: piano
- Keith Johnson: trompeta y órgano
- John Klingberg: bajo
- John Platania: guitarra
- Jack Schroer: saxofón soprano
- Dahaud Shaar: batería

The Street Choir
- Larry Goldsmith
- Janet Planet
- Andrew Robinson
- Ellen Schroer
- Dahaud Shaar
- Martha Velez